# Konvulzija
Konvulzija je medicinsko stanje u kojem se telesni mišići brzo i uzastopno grče i opuštaju, što dovodi do nekontrolisanog trešenja tela. Pošto je konvulzija često simptom epileptičkog napada, termin konvulzija je ponekad koristi kao sinonim za epileptički napad. Međutim, ne dovode svi epileptički napadi do konvulzija, i sve konvulzije nisu uzrokovane epileptičkim napadima. Konvulzije su takođe konzistentne sa električnim šokom. 

## Literatura
1. ↑  „Medlineplus medical encyclopedia”.

|  | Molimo Vas, obratite pažnju na važno upozorenje u vezi sa temama iz oblasti medicine (zdravlja). |